# Jake Ellzey
John Kevin Ellzey Sr. dit Jake Ellzey, né le 24 janvier 1970 à Amarillo (Texas), est un militaire et homme politique américain. Membre du Parti républicain, il est élu à la Chambre des représentants du Texas en 2020 puis à la Chambre des représentants des États-Unis en 2021.

## Biographie

### Carrière militaire et professionnelle
Jake Ellzey grandit à Perryton dans le nord du Texas. Diplômé de l'Académie navale d'Annapolis en 1992, il sert dans la United States Navy pendant 20 ans, jusqu'en 2012. Il est pilote à bord d'hélicoptères UH-60 Black Hawk et d'avions F-14 Tomcat, F/A-18 Hornet ou encore F/A-18E/F Super Hornet. Il est notamment déployé en Irak dans une équipe de SEAL.
Après l'armée, il obtient sa licence de pilote commercial et rejoint la compagnie aérienne Southwest Airlines, où il devient copilote. Il est par ailleurs membre de la commission des vétérans du Texas de 2012 à 2018.

### Carrière politique
En 2014, Jake Ellzey se présente sans succès à la Chambre des représentants du Texas. Dans le 10e district, qui comprend le comté d'Ellis et une partie du comté de Henderson, il ne franchit pas la barre du premier tour de la primaire républicaine.
Lors des élections de 2018, il est candidat à la Chambre des représentants des États-Unis dans le 6e district du Texas. Il rassemble 22 % des voix dans la primaire républicaine, loin derrière Ron Wright, ancien conseiller municipal d'Arlington et directeur de cabinet du représentant sortant Joe Barton (45 %). S'il rattrape une partie de son retard, il est finalement battu par Ron Wright qui réunit 52,2 % des suffrages.
Deux ans plus tard, Jake Ellzey se présente à nouveau dans le 10e district de la Chambre des représentants du Texas, à la suite du retrait du sortant John Wray. Il remporte la primaire républicaine dès le premier tour avec plus de 65 % des voix. Il est alors assuré d'être élu, sans opposant démocrate pour l'élection générale de novembre 2020.
En février 2021, Ron Wright meurt après avoir contracté la Covid-19. Jake Ellzey se présente alors à sa succession, affrontant 22 concurrents démocrates et républicains dont la veuve du représentant, Susan Wright. Au premier tour de l'élection, Jake Ellzey arrive en deuxième position avec 14 % des suffrages, derrière Susan Wright (19 %) qui avait reçu le soutien de Donald Trump quelques jours plus tôt. Le second tour se déroule donc entre deux candidats républicains. Entre les deux tours, Susan Wright s'appuie principalement le soutien de l'ancien président tandis que certains de ses alliés (dont le Club for Growth (en)) font diffuser de nombreuses publicités défavorables à Jake Ellzey. Le candidat reçoit alors le soutien de plusieurs personnalités républicaines, dont Dan Crenshaw et l'ancien représentant Joe Barton, prédécesseur de Ron Wright. Outre ses positions conservatrices, l'équipe de Jake Ellzey met aussi en avant sa défense de l'école publique pour tenter de convaincre des électeurs démocrates, face à Susan Wright soutenue par Trump, une bête noire des démocrates. Le 27 juillet 2021, Jake Ellzey est élu représentant des États-Unis avec 53,3 % des voix,. Il prête serment le 30 juillet. Il est réélu en 2022 et 2024.